# Василь Свищ
Василь Свищ (02.01. 1879, Надвірна, Станіславівський повіт, Королівство Галіції та Лодомерії, Австро-Угорська імперія— 8 червня 1952, Надвірна, Станіславівська область, УРСР)— купець, громадсько-політичний діяч, голова філії Спілки українських купців у Надвірній (з 1934), член товариства «Просвіта». У 1920-х роках— голова міської управи.

## Біографія

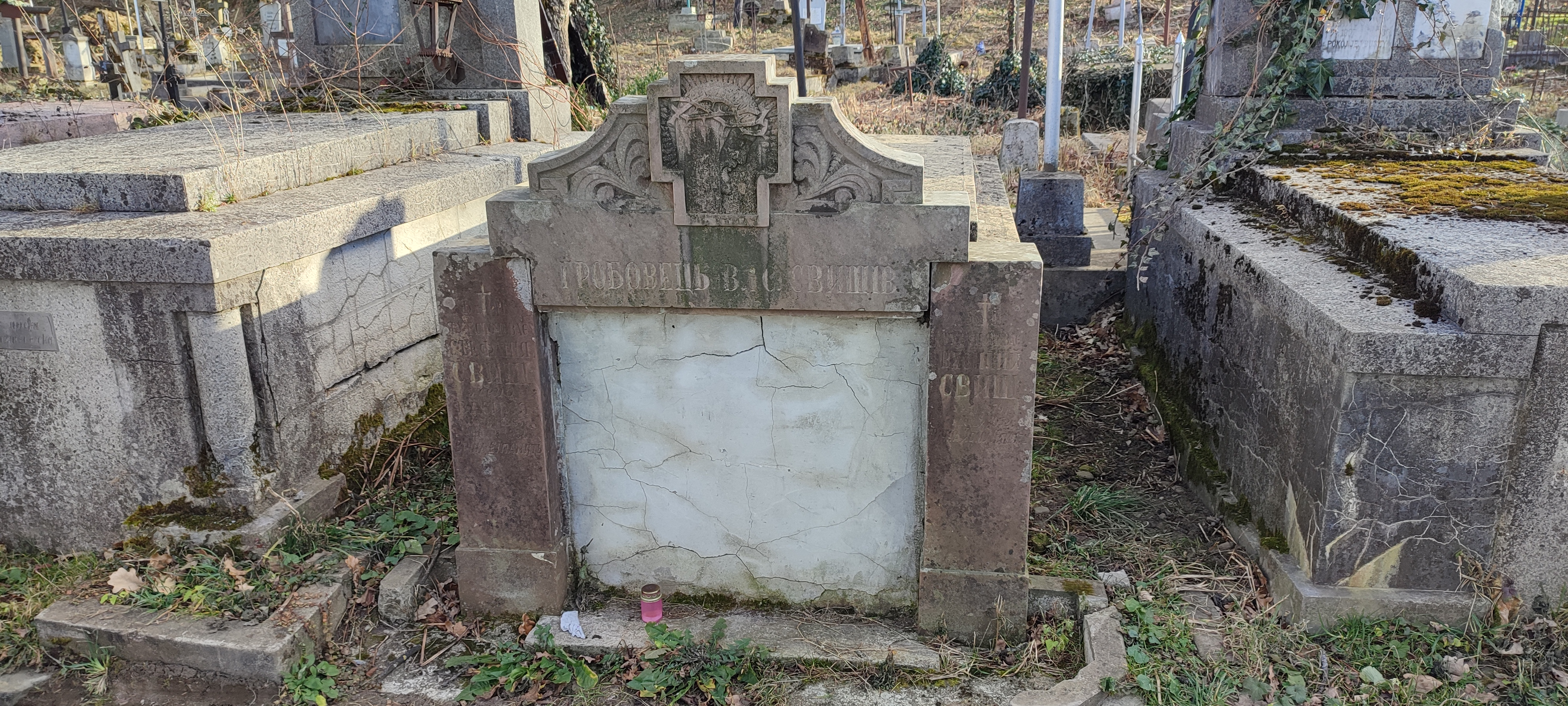
Гробниця Свища В.

Свищ Василь народився у м. Надвірна 2 січня 1879 року, купець, громадсько-політичний діяч, голова філії Спілки українських купців у Надвірній (з 1934), член товариства «Просвіта». У 1920-х роках— голова міської управи. Брав участь у боротьбі багатьох українських товариств і організацій Надвірнянського повіту, займався благочинністю, підтримував бідні родини. В роки німецької окупації (1941–1944) провадив дрібну торгівлю та був чиновником харчового уряду. Після війни радянські урядовці виселили Василя Свища з власного будинку, а все майно конфіскували. Щоб якось заробити на прожиття, деякий час працював бухгалтером на місцевому молокозаводі. Помер у 1952 році 8 червня у м. Надвірна. Могила знаходиться на старому кладовищі в північно-західній частині старого цвинтаря, зліва від центральної доріжки. Похований разом з дружиною у бетонній гробниці, увінчаній з чолового боку фігурним аттиком, в центрі якого на фоні рельєфного хреста зображене обличчя Ісуса Христа в терновому вінку. На чоловому фасаді обабіч отвору викарбувані анотаційні написи: справа: «Тут спочиває Василий Свищ ур. 2/1 1879р. упок. 8/6 1952. Вічна Йому Память», зліва: «Тут спочиває Стефанія Свищ. Вічна Їй Память».

## Суспільно— політична діяльність

### Управа
Міська управа містилася в ратуші. Самоврядування міста складалося з бургомістра, віцебургомістра та лавників. У 20-х роках XX століття був Владислав Булшевич, а його заступником— Василь Свищ, а в другій половині 30-х років очолив міську управу. Важливу роль у Надвірній виконував клуб радних при управі. У 20-х роках 20 із 48 радних були українці. Радники в тому часі були: д-р Микола Николайчук і д-р Валеріян Банах— обидва адвокати, Микола Кочержук — рільник та Михайло Дем'янчук— купець.
Архівні дані свідчать, що він дбав про економічний розвиток повітового центру. Влітку 1938 року у Надвірній під керівництвом інженера Леона Боргеніхта повинні були розпочати роботи зі спорудження будинку відпочинку («осередок здоров'я»). За рік мали виконати будівельних робіт на 9632 злотих. Згодом мали будувати вузькоколійку та об'їзну дорогу. Але початок Другої світової війни завадив здійсненню цих планів.

### Просвіта

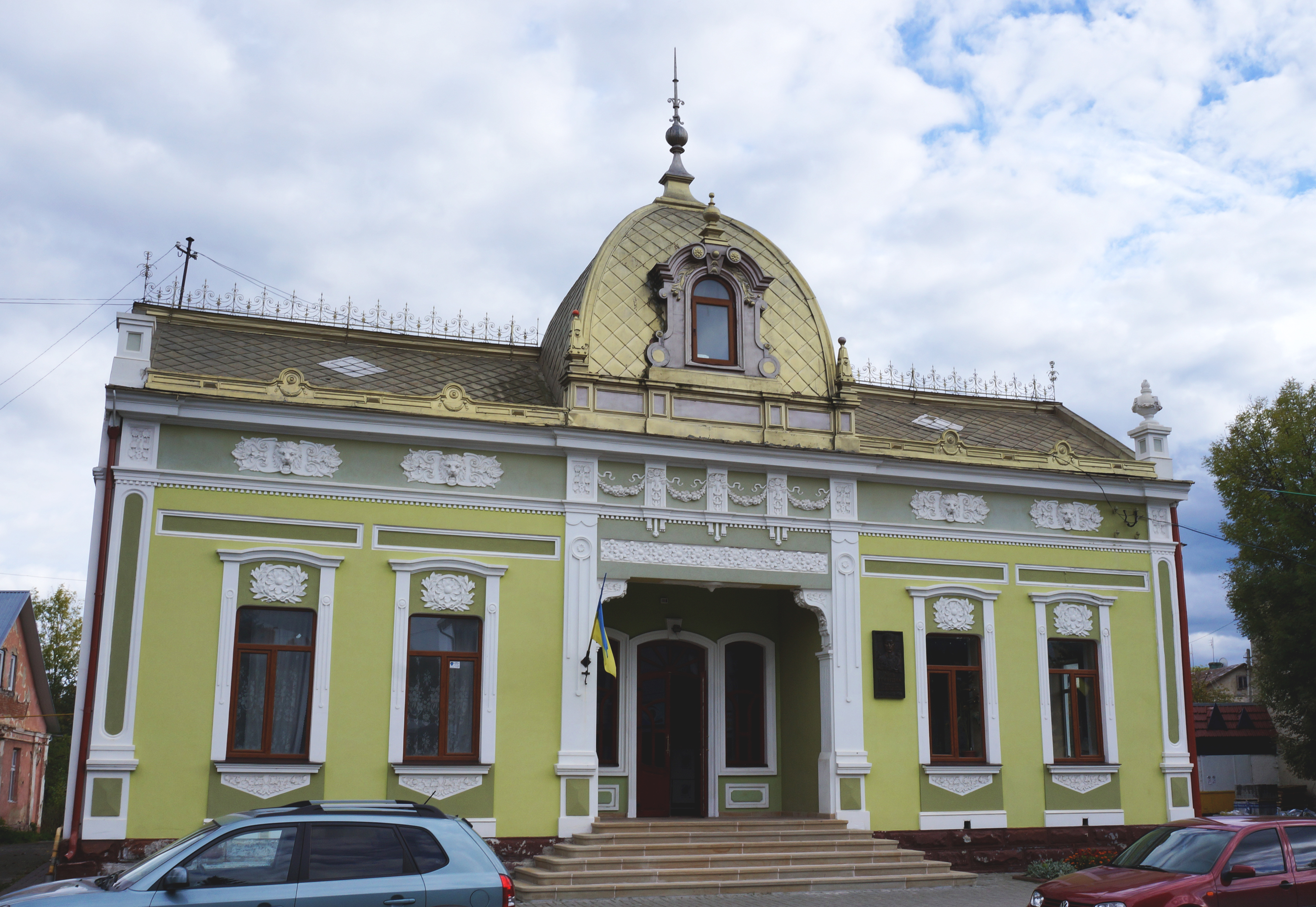
Народний дім. Фото сучасне

Офіційно філія «Просвіти» у Надвірній було відкрито 29 вересня 1908р. У 1909 році філія налічувала 234 члени, головою став— Осип Чубатий. При товаристві курси, що діяли протягом 3— 27 листопада. Щоб розв'язати фінансову проблему надвірнянської філії головний відділ вислав 80 корун. На курсах викладали книгознавство, торговельне листування, діловодство у крамницях і касах, навчали на практиці крамарства у крамниці Свища.

### Пласт
15 березня 1929 року Надвірнянське староство на чолі з Василем Свищем затвердило створення пластового куреня імені Короля Данила. Правничі його опікуни— адвокат Микола Николайчук, інженер Юрій Цибрівський та урядник каси хворих Роман Збудовський. Організовували теренові ігри у Карпатах, переправи через гірські річки, навчались читати картографічні знаки, орієнтувались на сузір'ях. Але пластунське свято— Іванівська ватра стривожила польську адміністрацію. Тільки завдяки втручанню В. Свища справу уладнали й пластуни змогли діяти далі.

### Футбол
Однією з кращих футбольних команд на Станіславщині у другій половині 1930-х років вважали надвірнянський «Бескид». Він на рівних боровся зі станіславським «Проломом», а за підсумками сезону 1936 року здобув віцечемпіонське звання Станіславського класу Б. За футболістами-братами Костиками «полювали» багаті польські клуби, а на Доця Полатайка й Михайла Туєшина звернула увагу львівська «Україна». Серед фундаторів і меценатів «Бескиду»— адвокат Ярослав Гриневич, лікар Дутковський, інженер Дмитро Цибрівський, громадський діяч Михайло Дем'янчук. Серед цих людей згадується і Степан Свищ.

## Торгівельні відносини

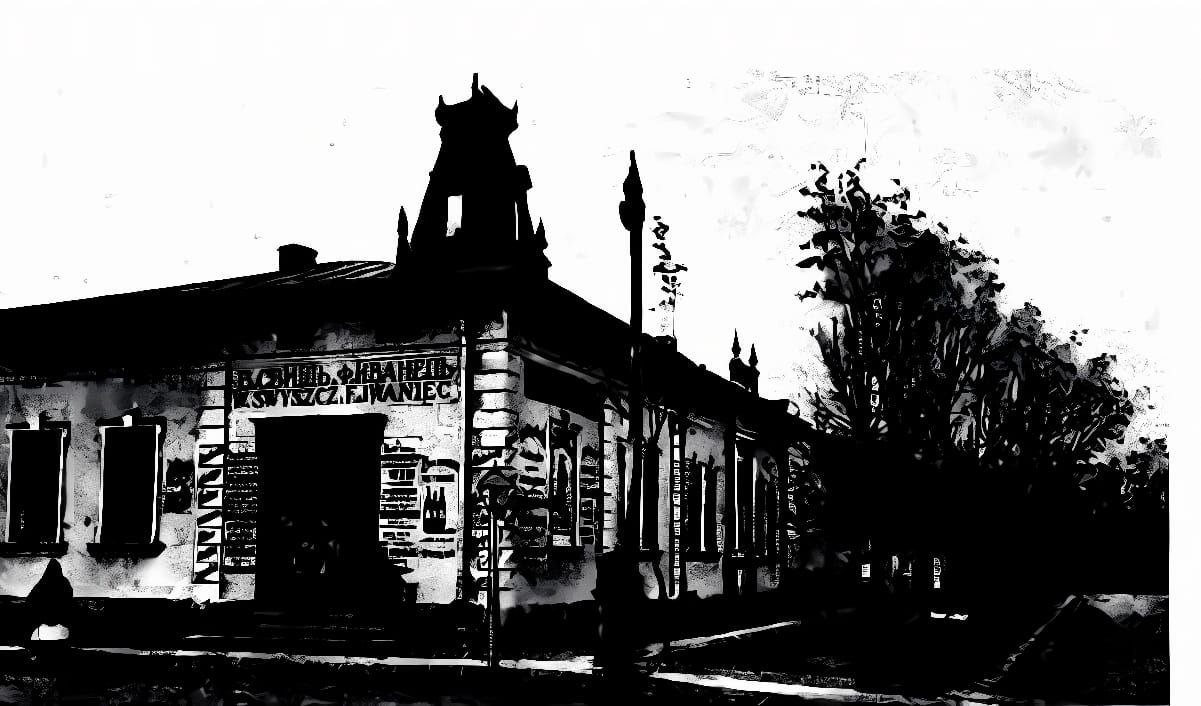
Магазин Свища та Іванця

Розвивалася українська торгівля. У повоєнні роки першими відновили роботу крамниці В. Свища (продаж тютюнових виробів) та А. Курпель. Згодом почали діяти чотири українські споживчі приватні крамниці, що їх провадили: на Станиславівській вулиці— Аполонія Курпель, на Делятинській— Н. Гриньовський, у середині міста— Василь Свищ та Ф. Іванець. Працював у середмісті ресторан Свища.
12 лютого 1906 року у Львові відбувся Перший з'їзд руських (українських) галицьких і буковинських купців з участю 22 делегатів. Серед них і купець із Надвірної Ф. Іванець. У фонд Спілки делегати склали по 10 корон. Однак створити купецьку організацію тоді так і не вдалось. До цього питання повернулися 1 листопада 1923р. Делегатом від українських купців тоді був Василь Свищ. Збори прийняли рішення про створення Спілки українських купців (СУК) і обрали управу, членом якої й став В. Свищ. Філія СУКІП у Надвірній створена 9 лютого 1934р.на чолі із В. Свищем. Займалась вона розвитком торгівлі у повіті, створенням окремих промислово-ремісничих секцій та організацією каси взаємодопомоги. В управу філії увійшли її секретар М. Дем'янчук, скарбник І. Павлусевич, члени— Ю. Марцинковський, П. Луців та І. Яремич із Биткова. Завдяки її успішній діяльності розширено торгову мережу в повіті. У Биткові діяло 5 крамниць, Назавизові та Пньові— по дві, у Гаврилівці, Стримбі, Перерослі — по одній.
За сприянням бургомістра 6 листопада 1927 року відбулася нарада у справі підпису акцій Земельного банку громадяни Надвірної. ЇЇ проводили д-р М. Николайчук та З. Педенський зі Львова. У дискусії брали участь: д-р Саноцький, д-р Банах, В. Свищ. Надвірнянське міщанство прийняло рішення підтримати підписку акцій.
Для захисту прав ремісників і продавців у місті були створені філія Союзу українських купців і промисловців (СУКіП) (голова — В. Свищ) і товариство «Зоря». СУКіП налічував 80 власників, а "Зоря"понад 100. Члени філій цих товариств займалися не тільки торгівлею, але й брали участь у підготовці та проведенні свят, допомагали фінансово різним українським організаціям. 23 травня 1935 року газета «Діло» зазначає, що відбулося свято українського купецтва: «Свято патрона українського купецтва.12 травня відсвяткувала надвірнянська філія СУКіП свято патрона українського патрона св. Юрія богослужінням та святочинними сходинами. О 8 годині відправлено богослужіння у супроводі І. Кудми та В. Бибика. Луцик виголосив промову, в якій згадував про вагу рідного промислу і підкреслив гасло: „свій до свого по своє“. О 10 годині зібралися купці та ремісники Надвірної в читальній „Просвіти“, які відкрив В. Свищ. Присутні слухали двох доповідачів Михайла Дем'янчука про св. Юрія— покровителя українського купецтва та Степана Свища, який розповідав про історію українського купецтва від найдавніших часів і до сьогодення зі спеціальною увагою на розвиток філії у Надвірній. Після цього відбулася гутірка, у якій обговорювалися справи в організації»

## Особисте життя
Був одружений на дочці довголітнього директора хлоп'ячої школи Надвірної Гарб'яка— Стефанії (?— 1956). У шлюбі народився син Степан (1908 -?). Проживав у м. Надвірній на вулиці, яка зараз носить назву Майдан Шевченка, 20.

## Вілла Свища
Будинок Г— подібний у плані, двоповерховий, цегляний. Має дві сходові клітки анфіладну будову плану. Ліве крило п'ятивіконне та містить головний вхід, праве— тривіконне. Другий поверх наріжної домінуючої частини споруди складається з двох модифікованих мотивів едикули. Парапет балкона утворюють тиньковані стовпчики з вертикальними виїмками— декором. Балконні двері прикрашені профільованою арковою дугою— сандриком, над яким розташовано дати «1911 — 1914—1924». 
Перший поверх гладенько тинькований, не містить декорацій, обрамлений двома горизонтальними смугами: цоколем з надцокольною плоскою та міжповерховою тягами. Другий поаерх почленований горизонтально: дощатим рустом до плоскої тяги. Зроблена фотографія  свідчить, що кам'яниця в основному зберегла свій первісний вигляд. Глухе вікно першого поверху наріжної частини  прикрашає пошкоджений автентичний тематичний розпис у стилі народного примітиву (чоловік у гуцульському одязі, що пропонує ковбасні вироби).